# CRC Handbook of Tables for Organic Compound Identification

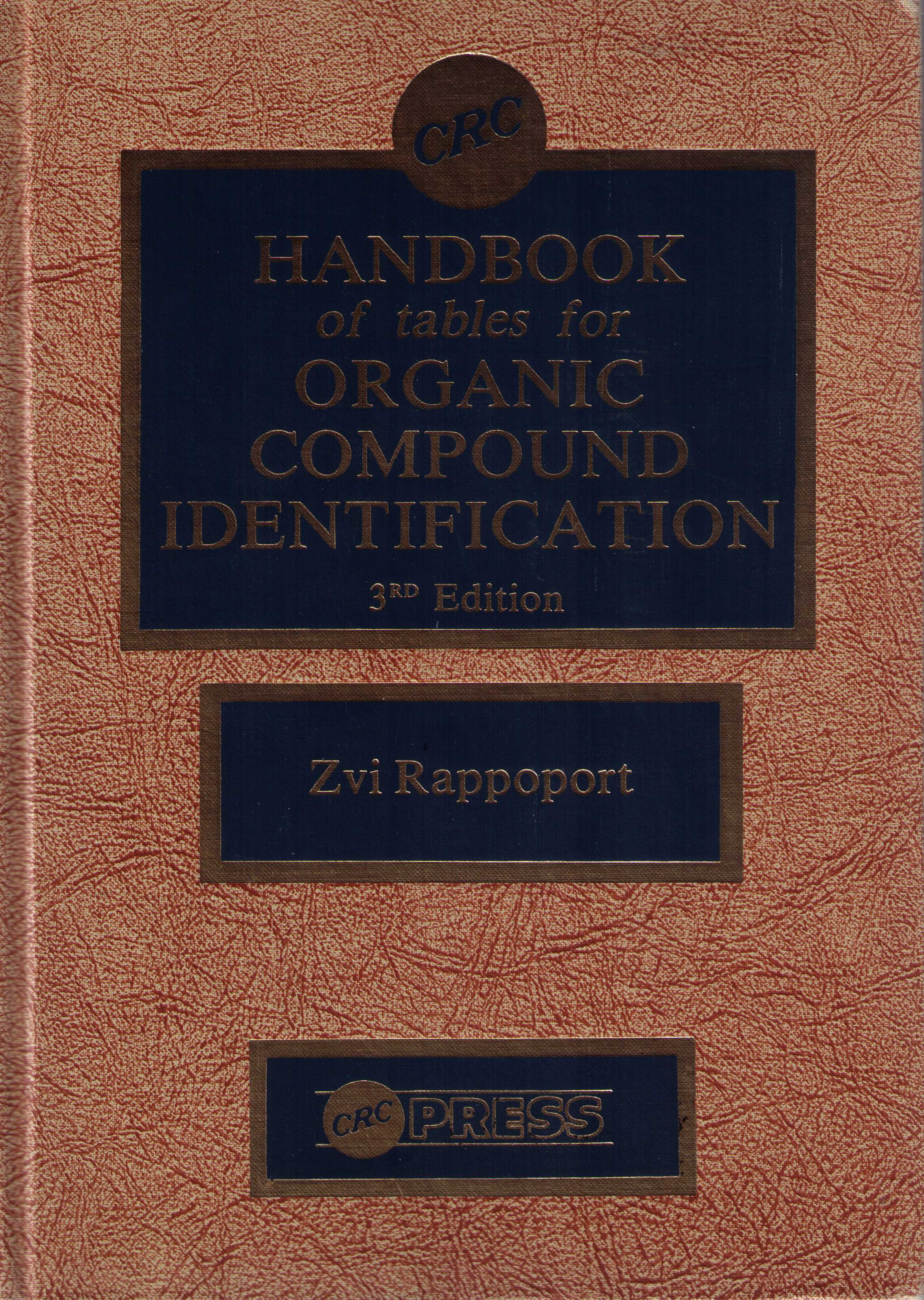
Capa da 3^{3} edição.

O CRC Handbook of Tables for Organic Compound Identification da CRC Press é um livro de referência da química, lançado em 1960. A terceira edição contém tabelas de dados com mais de 8.150 compostos. Os compostos de cada classe (vinte e seis classes no total) estão listados de acordo com o ponto de fusão crescente (casos sólidos) ou ponto de ebulição crescentes (líquidos e gases).

## Literatura
- Zvi Rappoport (Ed.): CRC Handbook of Tables for Organic Compound Identification. 3rd Edition (ISBN 0-8493-0303-6), 1984, CRC Press/Taylor and Francis, Boca Raton, FL.